# アーロン・トヴェイト
アーロン・トヴェイト（Aaron Tveit, 1983年10月21日 - ）は、アメリカ合衆国の俳優、歌手。

## 人物
ブロードウェイ版『ムーラン・ルージュ！』のクリスチャンのオリジナルキャストを演じ、2021年に第74回トニー賞ミュージカル主演男優賞を受賞。2020年にグラミー賞ベスト・ミュージカル・シアター・アルバムにノミネートされた。
ブロードウェイの他の作品では、『スウィーニー・トッド：フリート・ストリートの悪魔の理髪師』のスウィーニー・トッド、『チェス』のフレディ・トランパー、また、オリジナルキャストとしては『ネクスト・トゥ・ノーマル』のゲイブ、『キャッチ・ミー・イフ・ユー・キャン』のフランク・アバグネイル・ジュニアで知られる。また、英国ではオフ・ウエストエンドの『アサシンズ』でジョン・ウィルクス・ブースを演じた。

2012年の映画『レ・ミゼラブル』のアンジョルラス役でも知られている。テレビでも活躍しており、『ゴシップガール』のトリップ・ヴァンダービルト役、『西海岸捜査ファイル グレイスランド』のマイク・ウォーレン役、テレビライブミュージカル『グリース・ライブ!』ダニー・ズーコ役、シュミガドーンのダニー・ベイリー／トファー役、『BrainDead』のギャレス・リッター役などで知られている。

## 生い立ち・教育
ニューヨーク州ミドルタウンでポージーとスタンリー・トヴェイトの間に生まれる。5歳年下の弟ジョンは、ニューヨーク大司教区のカトリック司祭。苗字はノルウェーに由来する。
幼い頃はバイオリンとフレンチホルンを習っていた。2001年にミドルタウン・ハイスクールを卒業。高校在学中はコーラスとスポーツの両面で活躍した。ゴルフ、サッカー、バスケットボールをプレーし、同校で上演された4つのミュージカルに出演。「ウエスト・サイド・ストーリー」ではトニー役を演じた。
ビジネス系大学への奨学金を辞退して、イサカ大学に入学し声楽を専攻。その後演劇への情熱に気づき、1年後にミュージカル専攻に転向した。この決断をサポートしてくれた両親に感謝をしている。

## キャリア

### 2003-2007:初期のキャリアとブロードウェイデビュー
2003年に『レント』の全国ツアーにスティーブ役とロジャー／マークの代役として参加し、プロとしてのキャリアをスタート。当時、イサカ大学の2年生だったトヴェイトは、劇場で演じた役が単位となって、9年後の2012年に大学の学位を取得した。
『レント』の後、一時的に大学に戻ったものの『ヘアスプレー』の最初の全米ツアーでリンク・ラーキンを演じるために学校を後にした。2006年に同役でブロードウェイにデビュー。続く2年間は地方劇場の公演にも出演した。2007年7月にBarrington Stage Companyの『Calvin Berger』のマット役、2007年8月から9月にかけてNorth Shore Music Theatreで上演された『三銃士』のダルタニアン役などである。その後ブロードウェイの『ヘアスプレー』に復帰した。
また、「オー!マイ・ゴースト」（2008年）で若い麻酔専門医役で映画デビューを果たした。

### 2008–2011:Next to Normal、キャッチ・ミー・イフ・ユー・キャン、ゴシップガール

#### Next to Normalとウィキッド
2007年、オフブロードウェイ版『Next to Normal』のゲイブ役のオリジナルキャストに決定。この作品はセカンド・ステージ・シアターで2008年1月16日から3月16日まで上演された。この役でルシール・ローテル賞の優秀主演男優賞にノミネートされた。
2008年6月にプレイライツ・ホライゾンズで限定上演されたミュージカル版『Saved!』でディーンを演じた。 同じく2008年6月から11月までブロードウェイの『ウィキッド』でフィエロ役を引き継いだ。 11月、ワシントンDCのアリーナ・ステージで再び『Next to Normal』のゲイブ役を演じ、この作品で2009年ヘレン・ヘイズ賞の地元外作品における優秀助演男優賞を受賞した。
2009年1月にフィエロとして「ウィキッド」に復帰。しかしわずか2ヶ月後の3月8日に再び離脱。ブロードウェイ版『Next to Normal』がブース劇場で2009年3月にプレビューを開始し、4月15日に正式にオープンした。ここでのゲイブ役の演技により、アクターズ・エクイティ・アソシエーションからクラレンス・ダーウェント賞を受賞。AfterElton.comが2009年に発表した「演劇界で最もセクシーな37人」に選ばれた。

#### キャッチ・ミー・イフ・ユー・キャン
2009年6月6日に『Next to Normal』を降板し、7月28日から8月16日までシアトルの5thアベニュー・シアターで上演された『キャッチ・ミー・イフ・ユー・キャン』（シアトル・トライアウト版）に出演。その後9月7日から2010年1月3日まで、「ネクスト・トゥ・ノーマル」に復帰。2010年8月には、ニール・パトリック・ハリスが演出するハリウッド・ボウルの『レント』に、ロジャー・デイヴィス役で出演。2009年と2010年には、MCCシアター・ミスキャスト・ガラに参加した。
2011年4月10日に開幕し、2011年9月4日に閉幕したブロードウェイの『キャッチ・ミー・イフ・ユー・キャン』で、フランク・アバグネイルJr.のオリジナルキャストとなる。この役で、アウター・クリティックス・サークル賞のミュージカル部門優秀男優賞、ドラマリーグ賞特別賞、フレッド・アステア賞ブロードウェイ最優秀男性ダンサー賞にノミネートされた。

#### ゴシップガールとその他のテレビ・映画作品
『Next to Normal』のブロードウェイ公演中、テレビシリーズ『ゴシップガール』に、トリップ・ヴァンダービルト（ネイト・アーチボルドのいとこ）役で準レギュラー出演。テレビシリーズ『アグリー・ベティ』のエピソード16「人生はステージ」に、ザッカリー・ブール（ベティのボーイフレンド）役で出演。
アレン・ギンズバーグの詩とその出版後に起こった論争と裁判を描いた伝記映画『Howl』（2010年、ロブ・エプスタイン監督）では、ギンズバーグ（ジェームズ・フランコ）の長年のパートナーであるピーター・オルロフスキーを演じた。
また『LAW & ORDER:性犯罪特捜班』では、2010年4月21日に動物好きのヨガインストラクターで、恋人の死について尋問を受けるジャン・アイック役、2011年9月28日には元バスケットボール選手でかつてのコーチを性的虐待で告発するスティービー・ハリス役で出演している。

### 2012-2017: 『レ・ミゼラブル』とスクリーンでの演技に注力

#### 『レ・ミゼラブル』と『西海岸捜査ファイル グレイスランド』
2012年、映画『レ・ミゼラブル』でアンジョルラス（学生革命グループのリーダー）を演じた。有名人ばかりのアンサンブル・キャストの中で「指名されたブロードウェイ俳優」として、この役はそれまでのトヴェイトにとって最も注目された役の一つだった。2013年2月24日、第85回アカデミー賞授賞式で『レ・ミゼラブル』パフォーマンスに出演した。
2012年7月にはアニメーション映画『アナスタシア』をベースにした新しいミュージカル『アナスタシア』のプライベート・リーディングに参加。行方不明の孫娘を探している裕福な女帝のもとに、報酬と引き換えにアナスタシアを連れてくる詐欺師、ディミトリの役を演じた。
翌年、USAネットワークのドラマシリーズ『西海岸捜査ファイル グレイスランド』に主演。FBI特別捜査官のマイク・ウォーレンを演じてスターの地位を確立した。この番組は2013年6月6日に初放送され、38話まで放送されたが、2015年10月に第3シーズンで終了した。
グレイスランドのシーズンの合間に、トヴェイトはロンドンのメニエール・チョコレート・ファクトリーで上演されたソンドハイムの「アサシンズ」にジョン・ウィルクス・ブース役で出演した。このプロダクションは2014年11月21日から2015年3月7日まで上演されたが、トヴェイトは仕事の都合で2月8日に降板することになった。
この頃にソロコンサートも始め、ライブアルバム『The Radio in My Head』をレコーディングした。
2014年1月に、新しいブロードウェイショー『An American Victory』のコンセプトアルバムに参加。ジョン・オーウェン＝ジョーンズ、ラミン・カリムルー、アシュリー・ブラウン、ヒュー・パナロ、ルシー・ヘンシャル、アレクサンダー・ジェミニャーニなどのスターが参加したが、キャスト・レコーディングは2年以上経った2016年4月にリリースされた。
2015年8月14日に公開された映画『Big Sky』に出演、同年9月にはニューヨークで開催された第1回エルシーフェストに出演した。

#### グリース・ライブとBrainDead
『グレイスランド』の終了後、FOX初の生放送ミュージカル『グリース・ライブ』の主演ダニー・ズーコ役に抜擢された。番組は2016年1月31日に放送され、サウンドトラックも収録された。2016年4月にはMCCシアターのミスキャスト・コンサートに再び登場。その後、主演映画『Undrafted』が7月15日に公開。 次の主演映画『Better Off Single』は10月7日に劇場とオンデマンドで公開された。
2015年10月、CBSの夏シリーズ「BrainDead」に主演することが発表され、2016年6月13日に放送開始。2016年10月17日に「BrainDead」が1シーズンで終了した後、2017年にかけて多くのソロコンサートを行った。スクリーンでの活躍が増え「The Good Fight」のエピソードで「The Good Wife」の役を再演したり、インディペンデント映画「Created Equal」（2018年初頭に公開）で主演を務めた。
2017年8月10日から9月10日まで、ソンドハイムの『カンパニー』のボビー役で再びBarrington Stage Companyの舞台を踏んだ。その後パトリシア・クラークソン主演のクライムドラマ映画「Out of Blue」（2018年トロント国際映画祭でプレミア上映）に出演した。

### 2018–現在: ムーラン・ルージュ！
2017年11月、トヴェイトは2001年の映画『ムーラン・ルージュ！』の舞台化のためのディベロッピング・ラボに参加し、クリスチャン役にキャスティングされた。2018年4月、ボストンのエマーソン・コロニアル・シアターで行われる『ムーラン・ルージュ！』のワールドプレミア公演でクリスチャンを演じることが発表された。初演は6月27日に予定されていたが、セットの事故により公演開始が2018年7月10日に延期された。 
『ムーラン・ルージュ！』のボストン公演とブロードウェイ公演の間、2019年のCBSの番組『The Code』で政治家志望のマット・ドビンズ役で準レギュラー出演した。
2019年、『ムーラン・ルージュ！』のブロードウェイ公演でクリスチャン役のオリジナルキャストに決定。アル・ハーシュフェルド劇場で2019年6月28日にプレビューが始まり、7月25日に初日を迎えた。
トヴェイトの演技は高い称賛を受けた。ニューヨーク・タイムズ紙の演劇評論家ベン・ブラントリーは、クリスチャンは「（トヴェイトが）演じるために生まれてきた役」だと述べ、彼の「情熱的で妥協のない」演技は「これまでのブロードウェイでの最高の作品」だと述べた。
COVID-19のパンデミックのため、2020年3月12日から公演は休止となった。
3月23日、トヴェイトはCOVID-19の検査結果が陽性であったことを発表した最初のブロードウェイスターとなった。 彼はウイルスに感染した少なくとも4人のキャストのうちの1人であった。
2020年10月、トニー賞のミュージカル主演男優賞にノミネートされ、同部門初の単独ノミネートとして歴史に名を刻んだ。 単独ノミネートであるため推定受賞者となるが、確定するためにはトニー投票者の60％による賛成票が必要となる。
2020年のブロードウェイ閉鎖中、トヴェイトはホールマーク・チャンネルの「Countdown to Christmas」シリーズの一環として、映画『One Royal Holiday』を撮影した。舞台女優のローラ・オズネス、クリスタル・ジョイ・ブラウンと共演している。
2020年10月1日、トヴェイトがApple TV+のミュージカル・コメディ・シリーズ『シュミガドーン!』のダニー・ベイリー役にキャスティングされたことが発表された。セシリー・ストロングとキーガン＝マイケル・キーが出演するこのドラマはミュージカル『Brigadoon』のパロディで、1940年代のハリウッドを舞台にしている。
2021年4月にリリースされたAudibleコメディ・ポッドキャスト『Hit Job』では、アンサンブルキャストとしてHot Kyleを演じている。
2021年9月26日、第74回トニー賞でミュージカル部門主演男優賞を受賞。

## 出演作

### 映画
| 公開年 | 邦題 原題                                    | 役名                         | 備考                                                                     |
| ------ | -------------------------------------------- | ---------------------------- | ------------------------------------------------------------------------ |
| 2007   | オー!マイ・ゴースト Ghost Town               | 麻酔専門医                   | 日本劇場未公開                                                           |
| 2010   | Howl                                         | ピーター・オルロフスキー     | 日本未公開                                                               |
| 2011   | トラブルナイト in L.A. Girl Walks Into a Bar | ヘンリー                     | 日本劇場未公開                                                           |
| 2012   | プレミアム・ラッシュ Premium Rush            | カイル                       | 日本劇場未公開                                                           |
| 2012   | レ・ミゼラブル Les Misérables                | アンジョルラス               | 全米映画俳優組合賞キャスト賞ノミネート                                   |
| 2013   | A Dream of Flying                            | The Young Man                | Canon Project Imagination ショートフィルム                               |
| 2015   | バッド・チェイサー Big Sky                   | プルー                       | 日本劇場未公開 2020年9月2日に配信・DVD販売開始                           |
| 2016   | Undrafted                                    | ジョン・“マッズ”・マゼッティ | 2016年7月15日公開、日本劇場未公開 原題のままAmazonプライム・ビデオで配信 |
| 2016   | Better Off Single                            | Charlie Carroll              | 2016年10月7日公開 日本未公開 旧タイトルStereotypically You               |
| 2017   | Created Equal                                | Tommy Reilly                 | 2017年4月30日公開 日本未公開                                             |
| 2018   | Out of Blue                                  | Tony Silvero                 | 2019年3月22日公開 日本未公開                                             |

### テレビ
| 放映年    | 邦題 原題                                                  | 役名                       | 備考                                                                     |
| --------- | ---------------------------------------------------------- | -------------------------- | ------------------------------------------------------------------------ |
| 2009-2012 | ゴシップガール Gossip Girl                                 | トリップ・ヴァンダービルト | 計10話出演                                                               |
| 2010      | アグリー・ベティ Ugly Betty                                | ザッカリー・ブール         | S04E16 "All the World's a Stage"『人生はステージ』                       |
| 2010      | LAW & ORDER:性犯罪特捜班 Law & Order: Special Victims Unit | ジャン・アイック           | S11E20 "Beef"『隠匿』                                                    |
| 2011      | ボディ・オブ・プルーフ 死体の証言 Body of Proof            | スキップ・ラコスキー       | S02E05 "Point of Origin" 日本版ではS01E09『焼け落ちた夢』                |
| 2011      | グッド・ワイフ The Good Wife                               | スペンサー・シャウ         | S03E07 "Executive Order 13224"『大統領命令 13224』                       |
| 2011      | LAW & ORDER:性犯罪特捜班 Law & Order: Special Victims Unit | スティーヴィー・ハリス     | S13E02 "Personal Fouls"『勇気ある告白』                                  |
| 2013-2015 | 西海岸捜査ファイル 〜グレイスランド〜 Graceland            | マイク・ウォーレン         | 主演、計38話出演                                                         |
| 2016      | グリース・ライブ! Grease: Live                             | ダニー・ズーコ             | 主演 2016年1月31日放送 Fox制作 テレビ生放送ミュージカル                  |
| 2016      | BrainDead                                                  | ギャレス・リッター         | 主演 計12話出演                                                          |
| 2017-2021 | グッド・ファイト The Good Fight                            | スペンサー・シャウ         | 計3話出演                                                                |
| 2019      | The Code                                                   | マット・ドビンズ           | 計5話出演                                                                |
| 2020      | One Royal Holiday                                          | ジェームス                 | 主演 2020年10月31日公開 Hallmark Channel制作 テレビ映画                  |
| 2021      | American Horror Stories                                    | アダム                     | S01E02 "Rubber (Wo)man: Part Two"                                        |
| 2021      | シュミガドーン! Schmigadoon!                               | ダニー・ベイリー           | 2021年7月16日公開 Apple TV+制作ドラマ 全6話                              |
| 2021      | American Horror Stories                                    | ジェイ・ガンツ             | 主演 S01E06 "Feral"                                                      |
| 2023      | シュミガドーン! 2 Schmigadoon!                             | トファー                   | 2023年4月5日公開 Apple TV+制作ドラマ 全6話                               |
| 2024      | Earth Abides                                               | チャーリー                 | 2024年12月22日公開 MGM+制作ドラマ S01E04 "Predators" S01E05 "The Return" |

### Podcast と オーディオブック
| 年   | タイトル            | Voice role | Notes                  | Ref. |
| ---- | ------------------- | ---------- | ---------------------- | ---- |
| 2011 | Perfect             | ナレーター | オーディオブック       |      |
| 2011 | The Angel Esmerelda | ナレーター | オーディオブック       |      |
| 2012 | Dead To You         | ナレーター | オーディオブック       |      |
| 2017 | Mrs. Fletcher       | ナレーター | オーディオブック       |      |
| 2021 | Hit Job             | Hot Kyle   | podcastシリーズ 全12話 |      |

### 舞台
| 上演年 | タイトル                                                                                      | 役名                       | 劇場                                                                                | 備考                                                             |
| ------ | --------------------------------------------------------------------------------------------- | -------------------------- | ----------------------------------------------------------------------------------- | ---------------------------------------------------------------- |
| 2003   | フットルース Footloose                                                                        | ギャビン                   | メリー・ゴー・ラウンド劇場 2003年夏                                                 | リージョナルシアター キャスト                                    |
| 2004   | レント RENT                                                                                   | スティーブ                 | ナショナルツアー 2004年1月〜12月                                                    | ナショナルツアー リプレイスメント                                |
| 2006   | ヘアスプレー Hairspray                                                                        | リンク・ラーキン           | ナショナルツアー 2005年8月〜2006年7月                                               | ファーストナショナルツアー リプレイスメント                      |
| 2006   | ヘアスプレー Hairspray                                                                        | リンク・ラーキン           | ニール・サイモン劇場 2006年7月18日〜2007年1月18日 2008年4月1日〜5月4日              | ブロードウェイ リプレイスメント                                  |
| 2007   | Calvin Berger                                                                                 | マット                     | バリントン・ステージ・カンパニー 2007年7月3日〜7月14日                              | リージョナルシアター オリジナルキャスト                          |
| 2007   | 三銃士 The Three Musketeers                                                                   | ダルタニアン               | ノース・ショア・ミュージック劇場 2007年8月21日〜9月9日                              | リージョナルシアター オリジナルキャスト                          |
| 2008   | ネクスト・トゥ・ノーマル Next to Normal                                                       | ゲイブ・グッドマン         | セカンド・ステージ劇場 2008年1月16日〜3月16日                                       | オフブロードウェイ オリジナルキャスト                            |
| 2008   | セイブド！ SAVED!                                                                             | ディーン                   | プレイライツ・ホライゾンズ劇場 2008年5月10日〜6月22日                               | オフブロードウェイ オリジナルキャスト                            |
| 2008   | ウィキッド Wicked                                                                             | フィエロ                   | ジョージ・ガーシュウィン・劇場 2008年6月24日〜11月9日 2009年1月20日〜3月9日         | ブロードウェイ リプレイスメント                                  |
| 2008   | ネクスト・トゥ・ノーマル Next to Normal                                                       | ゲイブ・グッドマン         | アリーナ・ステージ 2008年11月21日〜2009年1月18日                                    | D.C. オリジナルキャスト                                          |
| 2009   | ネクスト・トゥ・ノーマル Next to Normal                                                       | ゲイブ・グッドマン         | ブース劇場 2009年3月27日〜2010年1月3日,                                             | ブロードウェイ オリジナルキャスト                                |
| 2009   | キャッチ・ミー・イフ・ユー・キャン Catch Me If You Can                                        | フランク・アバグネイル・Jr | 5th アベニュー劇場 2009年7月28日〜8月16日                                           | シアトルプレミア オリジナルキャスト                              |
| 2010   | レント RENT                                                                                   | ロジャー・デイヴィス       | ハリウッド・ボウル 2010年8月6日,〜8月8日                                            | 期間限定公演キャスト                                             |
| 2011   | キャッチ・ミー・イフ・ユー・キャン Catch Me if You Can                                        | フランク・アバグネイル・Jr | ニール・サイモン劇場 2011年3月11日〜9月4日                                          | ブロードウェイ オリジナルキャスト                                |
| 2014   | アサシンズ Assassins                                                                          | ジョン・ウィルクス・ブース | メニエール・チョコレート・ファクトリー 2014年11月21日〜2015年2月8日                 | オフウェストエンド リバイバル キャスト                           |
| 2017   | カンパニー Company                                                                            | ロバート（ボビー）         | バリントン・ステージ・カンパニー 2017年8月10日〜9月10日                             | リージョナルシアター リバイバル キャスト                         |
| 2018   | ムーラン・ルージュ Moulin Rouge!                                                              | クリスチャン               | エマーソン・コロニアル劇場 2018年7月10日〜8月19日                                   | ボストンワールドプレミア オリジナルキャスト                      |
| 2019   | ムーラン・ルージュ Moulin Rouge!                                                              | クリスチャン               | アル・ハーシュフェルド劇場 2019年6月29日〜2020年3月11日 2021年9月24日〜2022年5月8日 | ブロードウェイ オリジナルキャスト （コロナによる閉鎖時期を含む） |
| 2023   | ムーラン・ルージュ Moulin Rouge!                                                              | クリスチャン               | アル・ハーシュフェルド劇場 2023年1月17日〜4月9日                                    | 期間限定キャスト                                                 |
| 2024   | スウィーニー・トッド：フリート街の悪魔の理髪師 Sweeney Todd: The Demon Barber of Fleet Street | スウィーニー・トッド       | ラント＝フォンタン劇場 2024年2月9日〜5月5日                                         | ブロードウェイ リプレイスメント                                  |
| 2024   | ムーラン・ルージュ Moulin Rouge!                                                              | クリスチャン               | アル・ハーシュフェルド劇場 2024年7月23日〜10月13日                                  | 期間限定キャスト                                                 |
| 2025   | チェス CHESS                                                                                  | フレディ・トランパー       | 2025年秋                                                                            | ブロードウェイリバイバル オリジナルキャスト                      |

## 受賞歴

### 映画とTVドラマ
| 受賞年 | 賞                                   | カテゴリ                 | 作品                                            | 結果       | Ref    |
| ------ | ------------------------------------ | ------------------------ | ----------------------------------------------- | ---------- | ------ |
| 2012   | ワシントンD.C.映画批評家協会賞       | キャスト賞               | レ・ミゼラブル                                  | 受賞       | [ 20 ] |
| 2012   | サンディエゴ映画批評家協会賞         | アンサンブル演技賞       | レ・ミゼラブル                                  | ノミネート | [ 21 ] |
| 2012   | サテライト賞                         | キャスト賞               | レ・ミゼラブル                                  | 受賞       | [ 22 ] |
| 2012   | フェニックス映画批評家協会賞         | アンサンブル演技賞       | レ・ミゼラブル                                  | ノミネート | [ 23 ] |
| 2012   | ナショナル・ボード・オブ・レビュー賞 | キャスト賞 Best Ensemble | レ・ミゼラブル                                  | 受賞       | [ 24 ] |
| 2013   | クリティクス・チョイス・アワード     | アンサンブル演技賞       | レ・ミゼラブル                                  | ノミネート | [ 25 ] |
| 2013   | 全米映画俳優組合賞                   | キャスト賞               | レ・ミゼラブル                                  | ノミネート | [ 26 ] |
| 2017   | MTVムービー・アワード                | ミュージカル・シーン賞   | グリース・ライブ！ "You're The One That I Want" | 受賞       | [ 27 ] |
| 2017   | サンスクリーン映画祭賞               | 主演男優賞               | Created Equal                                   | 受賞       | [ 28 ] |

### 舞台
| 受賞年 | 賞                                                                        | カテゴリ                                                                         | 作品                | 結果       | Ref           |
| ------ | ------------------------------------------------------------------------- | -------------------------------------------------------------------------------- | ------------------- | ---------- | ------------- |
| 2008   | ルシール・ローテル賞 Lucille Lortel Awards                                | 助演男優賞 Outstanding Featured Actor                                            | Next to Normal      | ノミネート | [ 29 ]        |
| 2009   | ヘレン・ヘイズ賞 Helen Hayes Award                                        | 助演パフォーマンス賞 Outstanding Supporting Performance, Non-Resident Production | Next to Normal      | 受賞       | [ 30 ]        |
| 2009   | クラレンス・ダーヴェント賞 Clarence Derwent Award                         | 若手男優賞 Most Promising Male Performer                                         | Next to Normal      | 受賞       | [ 31 ]        |
| 2009   | ブロードウェイ.コム 観客賞 Broadway.com Audience Awards                   | 主演男優賞 Favorite Featured Actor in a Broadway Musical                         | Next to Normal      | 受賞       | [ 32 ]        |
| 2009   | ブロードウェイ.コム 観客賞 Broadway.com Audience Awards                   | パフォーマンス賞 Favorite Breakthrough Performance (Male)                        | Next to Normal      | ノミネート | [ 33 ]        |
| 2011   | ドラマ・リーグ・アワード                                                  | パフォーマンス賞 Distinguished Performance                                       | Catch Me If You Can | ノミネート | [ 34 ]        |
| 2011   | アウター・クリティクス・サークル賞 Outer Critics Circle Awards            | ミュージカル男優賞 Outstanding Actor in a Musical                                | Catch Me If You Can | ノミネート | [ 35 ]        |
| 2011   | チタ・リベラ賞 Chita Rivera Awards for Dance and Choreography             | 男性ダンサー賞 Best Male Dancer                                                  | Catch Me If You Can | ノミネート | [ 36 ]        |
| 2011   | フレッド&アデル・アステア賞 Fred and Adele Astaire Award                  | ブロードウェイ・男性ダンサー賞 Male Dancer, Broadway                             | Catch Me If You Can | ノミネート | [ 37 ]        |
| 2017   | バークシャー演劇賞 Berkshire Theatre Awards                               | ミュージカル主演男優演技賞 Outstanding Performance by a Lead Actor in a Musical  | Company             | ノミネート | [ 38 ]        |
| 2019   | IRNE(Independent Reviewers of New England) Awards                         | ミュージカル男優賞 Best Actor in a Musical                                       | Moulin Rouge!       | ノミネート | [ 39 ]        |
| 2019   | ブロードウェイ.コム スターオブザイヤー賞 Broadway.com's Star of the Year  | ブロードウェイ.コム スターオブザイヤー賞 Broadway.com's Star of the Year         | Moulin Rouge!       | ノミネート | [ 40 ]        |
| 2020   | 第74回トニー賞                                                            | ミュージカル主演男優賞 Best Performance by a Leading Actor in a Musical          | Moulin Rouge!       | 受賞       | [ 41 ] [ 19 ] |
| 2020   | グラミー賞                                                                | ミュージカル・ショー・アルバム賞 Best Musical Theater Album                      | Moulin Rouge!       | ノミネート | [ 42 ]        |
| 2020   | アウター・クリティクス・サークル賞 Outer Critics Circle Award             | ミュージカル男優賞 Outstanding Actor in a Musical                                | Moulin Rouge!       | Honoree    | [ 43 ]        |
| 2020   | ブロードウェイワールド バークシャー地域賞 BroadwayWorld Berkshires Awards | この10年のボーカリスト賞 Vocalist Of The Decade                                  | Company(2017)       | 受賞       | [ 44 ]        |